# Zinin-Reaktion
Die Zinin-Reaktion (auch Zinin-Reduktion, Sinin-Reaktion oder Sinin-Reduktion) ist eine Namensreaktion in der Organischen Chemie. Sie wurde entdeckt von dem russischen Chemiker Nikolai Nikolajewitsch Sinin (Russisch: Николай Николаевич Зинин) (1812–1880). Bei dieser Reaktion werden aromatische Nitroverbindungen (z. B. Nitrobenzol)  zu den entsprechenden Aminen reduziert. Als Reduktionsmittel werden Sulfide, Hydrogensulfide oder Polysulfide eingesetzt.

## Stöchiometrie der Reduktionsreaktion
Die Stöchiometrie der Reaktion am Beispiel von Schwefelwasserstoff als Reduktionsmittel sieht so aus:
{\displaystyle {\ce {ArNO2 + 3 H2S -> ArNH2 + 3 S + 2 H2O}}}